# .bw
.bw este un domeniu de internet de nivel superior, pentru Botswana (ccTLD).